# 短柄胡椒
短柄胡椒（学名：Piper stipitiforme）是胡椒科胡椒属的植物，是中国的特有植物。分布在中国大陆的云南等地，生长于海拔800米至1,340米的地区，多生长于山谷密林中或树上，目前尚未由人工引种栽培。